# Список керівників держав 100 року
Список керівників держав 100 року — це перелік правителів країн світу 100 року
Список керівників держав 99 року — 100 рік — Список керівників держав 101 року — Список керівників держав за роками

## Європа
- Боспорська держава — цар Савромат I (90-123)
- Дакія — цар Децебал (87-106)
- Ірландія — верховний король Туатал Техтмар (76-106)
- Римська імперія
  - імператор Траян (98-116)
  - консул Траян (100)
  - консул Секст Юлій Фронтін (100)

## Азія
- Близький Схід
  - Бану Джурам (Мекка) — шейх Абд аль-Масих (76-106)
  - Велика Вірменія — цар Санатрук I (88-110)
  - Набатейське царство — цар Раббель II Сотер (70-106)
  - Хим'яр — цар Наша'каріб Юхамін (90-100), його змінив Раббшамс Німран (100–110)
  - Осроена — цар Санатрук I Вірменський (91-109)
- Диньяваді — Вісу Яза (90-111)
- Іберійське царство — цар Картам (75-106)
- Індія
  - Кушанська імперія — Віма Такто (80-105)
  - Царство Сатаваханів — магараджа Шивасваті Сатавахана (84-112)
- Китай
  - Династія Хань — імператор Лю Чжао (Хе-Ді) (88-106)
  - вождь племінного союзу південних сяньбі Улунь (93-120)
- Корея
  - племінний союз Кая — Суро
  - Когурьо — тхеван (король) Тхеджохо (53-146)
  - Пекче — король Кіру (77-128)
  - Сілла — ісагим (король) Пхаса (80-112)
- Персія
  - Парфія — шах Пакор II (78-105)
- Сипау (Онг Паун) — Сау Кам Монг (72-110)
- плем'я Хунну — шаньюй (вождь) Тань (98-124)
- Японія — тенно (імператор) Кейко (71-130)

## Африка
- Аксумське царство — негус Аутет Аутет (100-102)
- Царство Куш — цар Терікенівал (85-103)